# William M. Calder III
Pour les articles homonymes, voir Calder.
William Musgrave Calder III (né le 3 septembre 1932 à Brooklyn, New York et mort le 18 octobre 2022) est un philologue classique américain. Sa spécialité est l'histoire des études classiques.

## Biographie
William Calder commence à étudier les classiques à l'Université Harvard en 1950. De 1960 à 1976, il enseigne à l'Université Columbia à New York, de 1976 à 1988 à l'Université du Colorado à Boulder, depuis 1988 à l'Université de l'Illinois à Urbana-Champaign.
Il acquit une renommée internationale grâce à ses recherches sur l'histoire des études classiques. Il traite avec Karl Otfried Müller, Theodor Mommsen, Ulrich von Wilamowitz-Moellendorff, Hermann Diels, Werner Jaeger, Heinrich Gomperz (de), Theodor Gomperz, George Cornewall Lewis, George Grote, Tycho von Wilamowitz-Moellendorff (de), Heinrich Schliemann, Otto Jahn, Eduard Meyer, Friedrich Gottlieb Welcker et Gilbert Murray. Il s'intéresse particulièrement aux structures du sujet et à son intégration dans la politique et la société, en particulier les interactions entre la recherche sur l'Antiquité classique et l'État prussien puis allemand aux XIXe et XXe siècles. Dans ce contexte, il édite la correspondance de plusieurs classiques et historiens bien connus. Depuis 1990, il est membre de l'Académie des sciences d'utilité publique d'Erfurt.
Le grand-père de Calder, William M. Calder (de), est un homme politique américain et sénateur de New York.

## Publications (sélection)
- Studies in the Modern History of Classical Scholarship. Neapel 1984 (Antiqua, Volume 27).
- Herausgeber: Wilamowitz nach 50 Jahren. Wissenschaftliche Buchgesellschaft, Darmstadt 1985,  (ISBN 3-534-08810-7).
- Werner Jaeger, dans : Michael Erbe (de) (dir.): Berlinische Lebensbilder. Geisteswissenschaftler. Colloquium Verlag, Berlin 1989, p. 343–363.
- Herausgeber mit Alexander Košenina (de): Berufungspolitik innerhalb der Altertumswissenschaft im wilhelminischen Preußen. Die Briefe Ulrich von Wilamowitz–Moellendorffs an Friedrich Althoff (1883–1908). Klostermann, Francfort-sur-le-Main 1989,  (ISBN 3-465-02200-9).
- Herausgeber mit Alexander Demandt: Eduard Meyer. Leben und Leistung eines Universalhistorikers. Brill, Leiden – New York – København – Cologne 1990 (Mnemosyne (de) Supplementband 112),  (ISBN 90-04-09131-9).
- Herausgeber: Otto Jahn (1813–1868). Ein Geisteswissenschaftler zwischen Klassizismus und Historismus. Steiner, Stuttgart 1991,  (ISBN 3-515-05352-2).
- Herausgeber: Werner Jaeger reconsidered. Proceedings of the Second Oldfather Conference, held on the Campus of the University of Illinois at Urbana–Champaign, April 26 - 28, 1990. Scholars Press, Atlanta 1992.
- Men in Their Books: Studies in the Modern History of Classical Scholarship. Edited by John P. Harris and R. Scott Smith. Georg Olms Verlag, Hildesheim 1998 (Spudasmata (de), Volume 67). – Rez. von Robert Todd, Bryn Mawr Classical Review 1999.04.25.
- Herausgeber mit Renate Schlesier: Zwischen Rationalismus und Romantik. Karl Otfried Müller und die antike Kultur. Weidmann, Hildesheim 1998,  (ISBN 3-615-00198-2).
- Herausgeber: Wilamowitz in Greifswald. Akten der Tagung zum 150. Geburtstag Ulrich von Wilamowitz–Moellendorffs in Greifswald, 19. – 22. Dezember 1998. Olms, Hildesheim – Zürich – New York 2000 (Spudasmata, , Volume 81),  (ISBN 3-487-11175-6).
- Herausgeber mit Robert Kirstein (de): „Aus dem Freund ein Sohn“. Theodor Mommsen und Ulrich von Wilamowitz–Moellendorff. Briefwechsel. 1872–1903. Weidmann, Hildesheim 2003,  (ISBN 3-615-00285-7).